# دیپندرای نپال
دیپندرا بیر بیکرام شاه (نپالی: दीपेन्द्र वीर विक्रम शाह) (۲۷ ژوئن ۱۹۷۱ – ۴ ژوئن ۲۰۰۱) به مدت سه روز پادشاه نپال بود. دوران پادشاهی وی در کما سپری شد.
دیپندرا به عنوان بزرگترین فرزند از سه فرزند بیرندرای نپال و ملکه آیشواریا، ولیعهد نپال بود. در طی یک تیراندازی در تاریخ ۱ ژوئن ۲۰۰۱، دیپندرا پدر و مادر، خواهر و برادرش شاهزاده نیراجان و پرنسس شروتی و هفت نفر دیگر از خانواده سلطنتی را به ضرب گلوله کشت. سپس دیپندرا به خود شلیک کرد اما سه روز به حالت کما زنده ماند. طبق قانون اساسی نپال، شورای سری دیپندرا را به محض مرگ پدرش پادشاه نپال دانست. با مرگ دیپندرا، عمویش گیانندرا به سلطنت رسید.

## تحصیلات
دیپندرا تحصیلات اولیه خود را در کاتماندو فرا گرفت. سپس در کالج ایتن در انگلستان تحصیل کرد. پس از آن، وی در دانشگاه تریبهوان در نپال تحصیل کرد و سپس به آکادمی نظامی در نپال پیوست. وی در مقطع کارشناسی ارشد در دانشگاه تریبهوان در رشته جغرافیا تحصیل کرد و دانشجوی دکترای همان دانشگاه بود. وی آموزشهای نظامی را در آکادمی ارتش سلطنتی نپال و آموزش خلبانی را در اداره هواپیمایی کشوری فرا گرفت.

## علاقه‌مندی‌ها
دیپندرا به زمینه‌های خدمات اجتماعی ورزش علاقه داشت. او قبلاً در مراسم مختلف ورزشی ملی و بین‌المللی مربوط به نپال شرکت می‌کرد. دیپندرا زمانی که در انگلیس تحصیل می‌کرد کاراته کا بود و در حدود ۲۰ سالگی کمربند مشکی خود را دریافت کرد. وی حامی شورای ملی ورزش و پیشاهنگی نپال بود. دیپندرا همچنین مقالاتی می‌نوشت که در نشریات دوره ای نپال منتشر می‌شدند. نوشته‌های او غالباً رنگ و بوی ملی‌گرایی نپالی داشت.

## قتل‌عام سلطنتی نپال
در ۱ ژوئن ۲۰۰۱، دیپندرا به کاخ سلطنتی نارایانیتی، محل اقامت پادشاه نپال، آتش گشود. وی قبل از اینکه به سر خود شلیک کند، پدرش، پادشاه بیرندرا، مادرش، ملکه آیشواریا و هفت نفر دیگر از اعضای خانواده سلطنتی را به ضرب گلوله کشت. وی در حالی که از ناحیه سر زخمی بود در حالت کما به سلطنت رسید.
انگیزه وی از این قتل‌ها ناشناخته است، اما نظریه‌های مختلفی در این باره وجود دارد. دیپندرا خواستار ازدواج با دویانی رعنا، دختر یک خانواده سلطنتی هندی بود که در انگلیس با هم آشنا شده بودند، اما به دلیل کاست پایین خانواده و گرایش سیاسی پدرش، والدین دیپندرا مخالفت کردند. پادشاه و همسرش به او گفتند که برای ازدواج با او باید از جانشینی سلطنت دست بکشد. نظریه‌های دیگر ادعا می‌کنند که دیپندرا از تغییر کشور از سلطنت مطلقه به سلطنت مشروطه ناراضی بود.
اختلافات زیادی پیرامون شرایط رخ دادن این قتل‌عام موجود است و حتی امروز نیز با لغو نظام سلطنتی، سوالات زیادی در مورد علت آن در نپال باقی مانده.

## افتخارات
افتخارات ملی
- -  نشان گورخا داکشینا باهو
  -  نشان تری ساختی پاتا
  -  نشان اوجاسوی راجانیا
  -  نشان پراتاپ بهاسکرا
- نشان زنجیر باشکوه پادشاه ماهندرا
- نشان سرمایه‌گذاری پادشاه بیرندرا (۲۴ فوریه ۱۹۷۵)
- مدال نقره ای یادبود پادشاه بیرندرا (۳۱ ژانویه ۱۹۹۷)

افتخارات خارجی
- دانمارک: نشان دانبروگ (۱۷ اکتبر ۱۹۹۷) [نیازمند منبع]
- آلمان: نشان افتخار جمهوری فدرال آلمان (۱۹۹۷)[نیازمند منبع]
- ژاپن: نشان گل داوودی (۱۲/۰۴/۲۰۰۱)[نیازمند منبع]